# Yalan Dünya
Yalan Dünya est une série télévisée turque de type sitcom en 90 épisodes de 120 minutes créée et écrite par Gülse Birsel et diffusée du 13 janvier 2012 au 19 novembre 2014 sur la chaîne de télévision Kanal D.

## Distribution
- Gülse Birsel : Deniz
- Beyazıt Öztürk (tr) : Rıza
- Öner Erkan (tr) : Bora
- Sarp Apak (tr) : Emir
- Hasibe Eren (tr) : Gülistan
- Olgun Şimşek (tr) : Selahattin / Ahmet
- Bartu Küçükçağlayan (tr) : Orçun
- Füsun Demirel (tr) : Servet
- Altan Erkekli (tr) : Şehmuz
- Gupse Özay (tr) : Nurhayat
- İrem Sak (tr) : Tülay
- Ömür Arpacı (tr) : Reis
- Hakan Meriçliler (tr) : Çağatay
- Tuna Orhan (tr) : Tufan
- Gönül Ülkü Özcan : Afife
- Gonca Vuslateri : Eylem / Vasfiye Teyze
- Nihal Yalçın : Açılay (56 épisodes)